# Pero cristila
Pero cristila là một loài bướm đêm trong họ Geometridae.